# Ерёменко, Виктор Валентинович

Виктор Ерёменко с отцом — Валентином Еременко и братьями — Борисом и Михаилом. 1991 год.

Ви́ктор Валенти́нович Ерёменко (26 июля 1932, Харьков — 2 мая 2017, Харьков) — советский и украинский физик, доктор физико-математических наук (1967), профессор (1968), академик Национальной академии наук Украины (1978), Заслуженный деятель науки и техники УССР (1982), академик Европейской академии наук, литературы и искусств (2003), Почетный член (Fellow member) Американского Физического Общества (2000), почётный работник космической отрасли Украины (2007), почётный сотрудник Института металлофизики им. Г. В. Курдюмова НАН Украины (2002), почётный доктор Харьковского национального университета им. В. Н. Каразина, почётный профессор Одесского национального университета им. И. И. Мечникова (2010).

## Биография
Виктор Еременко родился в 1932 году в Харькове, в семье физиков.
Высшее образование получил на Физико-математическом факультете Харьковского государственного университета, который окончил в 1955 году по специальности «физика низких температур».
В 1955—1961 годах учился в аспирантуре и работал в киевском Институте физики АН УССР, где в 1959 году защитил кандидатскую диссертацию «Оптические и фотоэлектрические явления в кристаллах CdS при низких температурах», в которой впервые в мире было обнаружено существование экситон-примесных комплексов и впервые введено само представление о них.
В апреле 1961 года решением Президиума АН УССР был переведён в Харьков во ФТИНТ и с тех пор работал в этом институте. В 1966 году защитил диссертацию на соискание ученой степени доктора физико-математических наук «Оптическая спектроскопия антиферромагнетиков».
Долгое время В. В. Еременко преподавал в Харьковском государственном университете (1966—1999) на кафедре магнетизма, которой с 1968 года руководят его ученики. В. В. Еременко является соавтором учебника «Лекции по магнетизму» (изд. ХГУ, 1972 г.), который в расширенном виде был издан в Москве (2006 г., Изд. физ.-мат. лит.). Его преподавательская работа была отмечена медалью Петра Могилы Министерства образования и науки Украины и присуждением ему звания соросовского профессора.
С 1990 года Виктор Валентинович Еременко — главный редактор журнала «Физика низких температур». Он также был членом редколлегии издательства «Cambridge Scientific Publishers» (Кембридж, Англия) и журналов «Космическая наука и технология» (Киев) и «Физика твердого тела» (Санкт-Петербург).
Виктор Еременко — лауреат Государственной премии УССР в области науки и техники (1971), премии Президиума АН УССР им. К. Д. Синельникова (1985), Государственной премии Азербайджанской ССР (1986), премии Президиума АН СССР и Польской Академии наук (1987), премии Президиума Национальной академии наук Украины им. Л. В. Шубникова (2004). Награждён «За заслуги» III степени (2002) и Почётной грамотой Верховного Совета Украины (2010).
Умер 2 мая 2017 года в Харькове. Похоронен 4 мая.

## Научная работа
Виктор Ерёменко был выдающимся украинским учёным в области физики низких температур, научная деятельность которого связана с исследованием низкотемпературного магнетизма, спектральных и магнитооптических явлений; магнитных фазовых переходов в антиферромагнетиках; сверхпроводимости и гальваномагнитных явлений в металлах; экситонных процессов в антиферромагнитных, полупроводниковых и молекулярных кристаллах.
Вклад В. В. Ерёменко в физику низких температур является выдающимся: более 500 публикаций, среди которых, кроме вышеупомянутого учебника, есть три монографии («Введение в спектроскопию магнетиков» (Наукова думка, 1975), «Магнитооптика и спектроскопия антиферромагнетиков» (Наукова думка, 1989), «Магнитные и магнитоупругие явления в антиферромагнетиках и сверхпроводниках» (Наукова думка, 2004). Две последние переизданы на английском языке издательством Springer (1992) и Cambridge Scientific Publishers (2008). Научные работы В. Г. Ерёменко широко цитируются в мировой литературе, а полученные им результаты вошли во многие отечественные и зарубежные монографии и справочники.
Пионерские научные результаты В. В. Ерёменко отмечены:
1. Государственной премией УССР в области науки и техники (1971) — за открытие, экспериментальное и теоретическое исследование промежуточного состояния в антиферромагнетиках при фазовых переходах первого рода, индуцированных сильным магнитным полем.
2. Государственной премией Азербайджана (1986) — за выдающиеся результаты в области оптической спектроскопии антиферромагнетиков (наблюдения и исследования резонансного расщепления экситонных полос поглощения света, экситон-магнонных возбуждений и др.).
3. Премией АН СССР и Польской АН (1987) — за магнитооптические исследования неоднородных состояний в магнетиках вблизи фазовых магнитных переходов, индуцированных внешним магнитным полем.
4. Премией им. К. Д. Синельникова НАН Украины (1985) — за оптическую визуализацию коллинеарных антиферромагнитных доменов, разработку методов переключения коллинеарных антиферромагнитных доменов в кристаллах с различной магнитной симметрией.
5. Избранием почётным членом (Fellow member) Американского Физического Общества (2000) с формулировкой: «За пионерские работы в магнитооптике антиферромагнетиков, открытие смешанного и промежуточного состояний в антиферромагнетиках вблизи магнитных фазовых переходов, открытие фотоиндуцированных долгоживущих состояний в магнитных диэлектриках и высокотемпературных сверхпроводниках».
6. Премией им. Л. В. Шубникова НАН Украины (2004) — за пионерские исследования магнитоупругих эффектов в шубниковской фазе сверхпроводников, особенно квантовых магнитных осцилляций магнитострикции.
К пионерским результатам также относятся: наблюдение квантовых магнитных осцилляций химического потенциала в полуметаллах (висмут, сурьма) наблюдение и исследование экситон-магнонных возбуждений в антиферромагнетиках, в том числе — в антиферромагнитном твердом кислороде; наблюдение, экспериментальное и теоретическое исследование эффекта делокализации магнитных примесных состояний, исследование новых магнитооптических явлений в аниферомагнетиках, получившие в современной физической литературе название «линейный магнитооптический эффект» и «квадратичное магнитное вращение плоскости поляризации света»; наблюдение, экспериментальное и теоретическое исследование обменных мод антиферромагнитного резонанса; наблюдение, экспериментальное и теоретическое исследование электромагнонов — возбуждение переменным электрическим полем обменных магнитных колебаний.
В 2006—2011 годах В. В. Ерёменко получил весомые результаты в области высокотемпературной сверхпроводимости; сильнокоррелированных электронных систем и наномагнетизма.
Много внимания В. В. Ерёменко уделял международному научному сотрудничеству. Он активно сотрудничал с Американским Физическим Обществом, с Американским Институтом физики, который переводит и переиздает журнал «Физика низких температур», главным редактором которого был В. В. Еременко, активно сотрудничал с Международным лабораториями сильных магнитных полей в Гренобле (Франция) и во Вроцлаве (Польша). В последней В. В. Еременко являлся членом Научного совета.
В. В. Ерёменко был одним из наиболее ярких и талантливых украинских физиков и организаторов науки, создателем своей научной школы. Среди его учеников более 50 кандидатов наук, 14 из которых защитили докторские диссертации, двое (Н. Ф. Харченко и С. Л. Гнатченко) были избран академиками НАН Украины, а один (А. И. Звягин) — член-корреспондентом НАН Украины. Среди учеников В. В. Ерёменко 12 лауреатов Государственных премий Украины в области науки и техники (1971, 1990, 1991, 2004, 2011 годов).

### Избранные публикации в XX веке
Полупроводники: поглощение света, люминесценция, фотопроводимость
1. Броуде В. Л., Ерёменко В. В., Рашба Э. И. Поглощение света кристаллами CdS, Доклады Академии наук СССР, т. 114, № 3, стр. 520—524 (1957).
2. Еременко В. В. Люминесценция кристаллов CdS, Оптика и спектроскопия, т. 4, № 3, стр. 348—353 (1958).
3. Броуде В. Л., Ерёменко В. В., Чиковани Н. Н. Структура спектров поглощения и фотопроводимости кристаллов CdS при 20 К, Доклады академии наук, т. 119, № 5, стр. 911—913 (1958).
Спектроскопия молекулярных кристаллов (органика, твердый кислород)
4. Ерёменко В. В., Медведев В. С. О зависимости фотопроводимости и интенсивности люминесценции кристаллов антрацена от длины волны возбуждающего света, Физика твердого тела, т. 2, № 7, стр. 1572—1575 (1960) .
5. Ерёменко В. В., Литвиненко Ю. Г., Огнева Э. М. Температурная зависимость интенсивности полос «кооперативного» поглощения света кристаллическим кислородом, ЖЭТФ, т. 48, № 6, стр. 1611—1617 (1965).
6. Ерёменко В. В., Литвиненко Ю. Г. Спектр -кислорода в сильном магнитном поле, ЖЭТФ, т. 53, № 2(8), стр. 539—543 (1967).
7. Литвиненко Ю. Г., Ерёменко В. В., Гарбер Т. И. Участие магнонов в поглощении света антиферромагнитным -кислородом, Письма в ЖЭТФ, т. 7. № 10, стр. 379—381 (1968).
8. Авдеенко А. А., Левитский И. А., Ерёменко В. В. Особенности взаимной аннигиляции триплетных экситонов в различных спиновых состояниях, ЖЭТФ, т. 93, № 3(9), стр. 987—993 (1987).
9. Авдеенко А. А., Еременко В. В., Карачевцев В. А. Особенности миграции триплетных экситонов в квазиодномерныхкристаллах слабых комплексов с переносом заряда: нафталин-тетрахлорфталевый ангидрид, ЖЭТФ, т. 94, № 8, стр. 281—290 (1988).
10. Ерёменко В. В., Карачевцев В. А., Славин В. В. Phonon thermoactivated exciton tunneling in crystals of weak charge complexes N-TCPA doped with Nd8-TCPA, Chemical Physics, т. 216, № 1-2, стр. 1-6 (1997).
11. Авдеенко А. А., Чуракова Н. П., Ерёменко В. В., Горбенко Н. И., Пугачёв А. Т., Силаева Н. Б., Тиунов Ю. А., Зиновьев П. В. Photoluminescence of С60 thin films at low temperatures, Molecular Crystals and Liquid Crystals, т. 324, стр. 89-94 (1998).
Электронные свойства проводников (металлов и полуметаллов)
12. Веркин Б. И., Пелих Л. Н., Ерёменко В. В. Квантовые осцилляции контактной разности потенциалов пары висмут-ниобий, Доклады АН СССР, т. 159, № 4, стр. 771—774 (1964).
13. Богод Ю. А., Ерёменко В. В. Магнитосопротивление висмута в сильных магнитных полях, ЖЭТФ, т. 3, № 4, стр. 180—183 (1966).
14. Цзян Ю. Н., Еременко В. В. Особенности температурной зависимости электропроводности алюминия в гелиевой области температур, ЖЭТФ, т. 3, № 2, стр. 447—452 (1966).
15. Пелих Л. Н., Ерёменко В. В. Смещение граничной энергии электронов висмута в магнитном поле, ЖЭТФ, т. 52, № 4, стр. 885—890 (1967).
16. Богод Ю. А., Ерёменко В. В. Влияние температуры на анизотропию магнитосопротивления сурьмы, ЖЭТФ, т. 53, № 2(8), стр. 473—477 (1967).
17. Цзян Ю. Н., Ерёменко В. В., Шевченко О. Г. Электрическое сопротивление тонких монокристаллических пластин алюминия, ЖЭТФ, т. 54, № 5 стр. 1321—1332 (1968).
18. Богод Ю. А., Ерёменко В. В., Чубова Л. К. Влияние поверхности на магнитосопротивление висмута, ЖЭТФ, т. 56, № 1, стр. 32-44 (1969).
19. Цзян Ю. Н., Ерёменко В. В., Шевченко О. Г. Температурная зависимость магнитосопротивления алюминия, ЖЭТФ, т. 57, № 6(12), стр. 1924—1935 (1969).
20. Безносов А. Б., Гнездилов В. П., Ерёменко В. В. d-f-обменный резонанс и j-полярон в металлическом гадолинии, Письма в ЖЭТФ, т. 38, № 10, стр. 486—488 (1983).
21. Безносов А. Б., Гнездилов В. П., Ерёменко В. В. Электронная структура и d-f-обменный резонанс в сплавах Gd-Y, Письма в ЖЭТФ, т. 10, № 24, стр. 1490—1494 (1984).
22. Безносов А. Б., Ерёменко В. В., Гнездилов В. П. d-f-exchange resonance in gadolinium: theory and experiment, Journal of Magnetism and Magnetic Materials, vol. 43, pp. 243—248 (1984).
23. Безносов А. Б., Ерёменко В. В., Гнездилов В. П. Effect of magnetic ordering on anisotropy of dynamical conductivity of gadolinium single crystals, Journal of Magnetism and Magnetic Matirials, vol. 54-57, pp. 1251—1252 (1984).
Сверхпроводимость, в том числе, высокотемпературная
24. Чубов П. Н., Ерёменко В. В., Пилипенко Ю. А. Зависимость критической температуры и энергетической щели сверхпроводящих пленок алюминия от их толщины, Журнал экспериментальной и теоретической физики, т. 55, № 3(9), стр. 752—765 (1968).
25. Ерёменко В. В., Фуголь И. Я., Самоваров В. Н., Журавлев В. М. Эффект сверхпроводящего перехода в катодолюминесценции YBa2Cu3O7, Письма в ЖЭТФ, т. 47, № 10, стр. 529—531 (1988).
26. Ерёменко В. В., Гнездилов В. П., Фомин В. И., Усоскин А. И., Чуканова И. Н. Фотостимулированные изменения комбинационного рассеяния света YBa2Cu3О7-d, Письма в ЖЭТФ, т. 54, № 4, стр. 241—244 (1991).
27. Ерёменко В. В., Гнездилов В. П., Фомин В. И. Photoinduced Changes in Raman Scattering of YBa2Cu3O7-d, Physica C, vol. 185—189, pp. 961—962 (1991).
28. Дмитриев В. М., Еременко В. В., Качур И. С. Христинко Е. В. Photo-illumination effect on critical currentof YBa2Cu3O7-d films, Physica C, vol.235-240, pp. 3015-3016 (1994).
29. Ерёменко В. В., Качур И. С., Пирятинская В. Г., Ратнер А. М., Шапиро В. В. Effect of potential relief on superconductivity revealed by time variations in Y-Ba-Cu-O superconductor properties under illuminetion, Physica C, vol. 262, pp. 54-62 (1996).
Магнитные фазовые переходы. Намагниченность и магнитострикция
30. Дудко К. Л., Ерёменко В. В., Семененко Л. М. The effect of uniaxial compression on the critical field of the «Spin Flip» transition in Cr2O3, Physics Letters A, vol. 30, № 8, pp. 459—460 (1969).
31. Дудко К. Л., Ерёменко В. В., Фридман В. М. Скачки намагниченности и доменная структура фторида марганца при опрокидывании подрешеток, ЖЭТФ, т. 61, № 4(10), стр. 1553—1563 (1971).
32. Дудко К. Л., Ерёменко В. В., Фридман В. М. Магнитное расслоение при опрокидывании подрешеток антиферромагнитного фторида марганца, ЖЭТФ, т. 61, № 2(8), стр. 678—688 (1971).
33. Мильнер А. А., Попков Ю. А., Ерёменко В. В. Спектроскопическое исследование промежуточного состояния в антиферромагнитном MnF2, Письма в ЖЭТФ, т. 18, № 1, стр. 39-42 (1973).
34. Дудко К. Л., Ерёменко В. В., Фридман В. М. Исследование перехода FeCO3 из антиферромагнитного в парамагнитное состояние под действием сильного магнитного поля, ЖЭТФ, т. 68, № 2, стр. 659—671 (1975).
35. Дудко К. Л., Ерёменко В. В., Фридман В. М. Релаксация и гистерезис при намагничивании антиферромагнитного FeCO3, ЖЭТФ, т. 68, № 6, стр. 2315—2322 (1975).
36. Новиков В. П., Ерёменко В. В., Качур И. С. Спин-флоп фазовый переход и промежуточное состояние в квазиодномерном антиферромагнетике СsMnCl3•2H2O, ЖЭТФ, т. 82, стр. 346—356 (1982).
37. Ерёменко В. В., Харченко Н. Ф., Белый Л. И., Гийо М., Маршан А., Фельдман П. Магнитная фазовая диаграмма FeCO3 изинговского антиферромагнетика с антиферромагнитными между- и внутриподрешеточными обменными связями, ЖЭТФ, т. 89, № 5(11), стр. 1712—1733 (1985).
38. Ерёменко В. В., Канер Н. Э., Литвиненко Ю. Г., Шапиро В. В. Спин-флоп во фториде марганца в наклонном магнитном поле: трикритическая точка на Н-ψ-диаграмме, ЖЭТФ, т. 89, № 4(10), стр. 1289—1299 (1985).
39. Ерёменко В. В., Клочко А. В., Науменко В. М., Исследование промежуточного состояния в MnF2 методом АФМР и эффекта Фарадея, ЖЭТФ, т. 89, № 3, c. 1002—1017 (1985).
40. Ерёменко В. В., Шапиро В. В., Качур И. С., Пирятинская В. Г. Optic spectroscopy studies of orientational phase transitions, in: Antiferromagnetic Diectrics, Phase Transitions, vol. 38, pp. 33-41 (1992).
Люминесценция и рассеяние света в антиферромагнетиках
41. Еременко В. В., Мохир А. П., Попков Ю. А., Сергиенко Н. А., Фомин В. И. Экситоны и магноны в CoCO3, ЖЭТФ, т. 73, № 6, стр. 2352—2363 (1977)
42. Матюшкин Э. В., Ерёменко В. В., Брон Р. Я. Self-trapping of excitons in antiferromagnetic insulators, Journal of Magnetism and Magnetic Materials, vol. 15-18, pp.1043-1044 (1980).
43. Гнездилов В. П., Ерёменко В. В., Курносов В. С., Фомин В. И. Двухмагнонное рассеяние света в квазидвумерном антиферромагнетике (NH3(CH2)2NH3MnCl4, ЖЭТФ, т. 96, № 6(12), стр. 2240—2245 (1989).
Оптические и гамма-резонансные исследования ферромагнитного резонанса и спиновых волн
44. Веницкий В. Н., Ерёменко В. В., Матюшкин Э. В. Двулучепреломление света при возбуждении нелинейного ферромагнитного резонанса в железо-иттриевом гранате, ЖЭТФ, т. 67, № 4(10), стр. 1433—1440 (1974).
45. Веницкий В. Н., Ерёменко В. В., Матюшкин Э. В. Исследование ферромагнитного резонанса в Y3Fe5O12 методом оптической спектроскопии, ЖЭТФ, т. 72, № 4, стр. 1518—1522 (1977).
46. Веницкий В. Н., Ерёменко В. В., Матюшкин Э. В. Рассеяние света на параметрических спиновых волнах в Y3Fe5O12 при продольной накачке, Письма в ЖЭТФ, т. 27, № 4, стр. 239—242 (1978).
47. Веницкий В. Н., Ерёменко В. В., Матюшкин Э. В. Оптическое исследование спиновых и магнитоупругих волн в монокристалле иттриевого феррита-граната при продольной магнитной накачке, ЖЭТФ, т. 79, № 5(11), стр.1965-1977 (1979).
48. Пономарчук В. Л., Ерёменко В. В. Мессбауэровское исследование динамики ядерной спин-системы в условиях ферромагнитного резонанса, Письма в ЖЭТФ, т. 31, № 9, стр. 548—551 (1980).
49. Ерёменко В. В., Пономарчук В. Л. Cooling of nuclear spin system Fe57 by matching nuclear magnetic and ferromagnetic resonance frequencies, Physica, vol. B107, pp. 361—362 (1981).
50. Ерёменко В. В., Пономарчук В. Л. Поляризация ядер Fe57 при совмещении частот ядерного магнитного и ферромагнитного резонансов, Письма в ЖЭТФ, т. 34, № 4, стр. 211—215 (1981).
51. Ерёменко В. В., Веницкий В. Н. Оптическое исследование ФМР в радиочастотном диапазоне, Известия Академии наук СССР, серия физическая, т. 52, № 3, стр. 504—506 (1988).
52. Ерёменко В. В., Веницкий В. Н. Brililouin light scattering detection of low frequency spin waves, Journal De Physique, Colloque C8, Supplement AuN12, vol. 49, C8-965-966 (1988).
53. Веницкий В. Н., Ерёменко В. В. Domain wall oscillation spectrum of weak anisotropic ferromagnet, Advances in Magneto-Оptics 2, Proc. 2nd Int. Symp. Magneto-Optics, Fiz. Nizk. Temp., vol. 18, pp. 197—198 (1992).
Оптическая спектроскопия антиферромагнетиков (поглощение света, влияние магнитного поля)
54. Беляева А. И., Ерёменко В. В. О температурной зависимости ширины полос оптического поглощения кристаллов MnF2, ЖЭТФ, т. 44, № 2, стр. 469—471 (1963).
55. Беляева А. И., Ерёменко В. В. Влияние антиферромагнитного упорядочения на спектр поглощения света кристаллами карбоната марганца, ЖЭТФ, т. 46, № 2, стр. 488—491 (1964).
56. Ерёменко В. В., Попков Ю. А., Литвиненко Ю. Г. Эффект Зеемана в оптическом спектре антиферромагнитных кристаллов MnF2, ЖЭТФ т. 47, № 11, стр.1733-1735 (1964).
57. Беляева А. И., Ерёменко В. В., Михайлов Н. Н., Петров С. В. Спектры поглощения света ионами Mn2+, Co2+, Ho3+ в кристаллах антиферромагнитных фторидов, ЖЭТФ, т. 49, № 1(7), стр. 47-53 (1965).
58. Ерёменко В. В., Попков Ю. А., Харченко Л. Т. Зееман-эффект на экситон-магнонных полосах в антиферромагнитном кристалле MnF2, Письма в ЖЭТФ, т. 3, № 6, стр. 233—237 (1966).
59. Беляева А. И., Ерёменко В. В., Михайлов Н. Н., Павлов В. Н., Петров С. В. Возбуждение магнонов и фононов при поглощении света в антиферромагнитном NiF2, ЖЭТФ, т. 50, № 6, стр. 1472—1477 (1966).
60. Ерёменко В. В., Попков Ю. А., Новиков В. П., Беляева А. И. Особенности экситон-магнонного взаимодействия в антиферромагнитных кристаллах со структурой перовскита, ЖЭТФ, т. 52, № 2, стр.454-462 (1967).
61. Ерёменко В. В., Новиков В. П., Попков Ю. А. Анизотропия эффекта Зеемана в кубическом антиферромагнетике RbMnF3, ЖЭТФ, т. 54, № 4, стр. 1037—1043 (1968).
62. Ерёменко В. В., Новиков В. П. Давыдовское расщепление экситонной линии в антиферромагнитном RbMnF3, Письма в ЖЭТФ, т. 11, стр. 478—482 (1) (1970).
63. Ерёменко В. В., Литвиненко Ю. Г., Мятлик В. И. Ослабление магнитным полем поглощения света в антиферромагнитном FeCO3, Письма в ЖЭТФ, т. 12, стр. 66-69 (1) (1970).
64. Новиков В. П., Ерёменко В. В., Шапиро В. В. Effect of external factors on the exciton line in the optical spectrum of the cubic antiferromagnet RbMnF3, Journal of Low Temperature Physics, vol. 10, № 1/2, pp. 95-129 (Springer) (1973).
65. Ерёменко В. В., Литвиненко Ю. Г., Моторная А. А., Мятлик В. И., Шапиро В. В. Экситон-магнонное поглощение света в антиферромагнитном сидерите, ЖЭТФ, т. 65, № 3(9), стр. 1227—1235 (1973).
66. Ерёменко В. В., Новиков В. П., Петров Э. Г. Многомагнонное поглощение в оптическом спектре антиферромагнитного RbMnF3, ЖЭТФ, т. 66, № 6, стр. 2092—2103 (2) (1974).
67. Литвиненко Ю. Г., Ерёменко В. В., Вердян А. И., Шапиро В. В. Light absorption dichroism and magnetic configuration of weakly ferromagnetic CoCO3, Journal of Magnetism and Magnetic Materials, vol. 15-18, pр. 789—790 (1980).
68. Ерёменко В. В., Новиков В. П., Качур И. С. Peculiarities of exciton-magnon light absorption by quasi-one-dimensional antiferromagnet CsMnCl3•2H2O, Physica, vol. B108, pp. 1327—1328 (1981).
69. Харченко Н. Ф., Мильнер А. А., Ерёменко В. В., Бибик А. В. Магнитный циркулярный дихроизм в антиферромагнитном фториде кобальта, ЖЭТФ, т. 94, № 5, стр. 340—349 (1988)
70. Ерёменко В. В., Качуp И. С., Новиков В. П., Шапиро В. В. Рассеяние экситонов на длинноволновых магнонах в квазиодномерном антиферромагнетике CsMnCl3•2H2O, ЖЭТФ, т. 94, № 9, стр. 225—234 (1988).
71. Ерёменко В. В., Шапиро В. В., Качур И. С. Exciton scattering on spin waves in quasi-one-dimensional antiferromagnet, Journal de Physique, vol. 49, pр. 1481—1482 (1988).
72. Ерёменко В. В., Шапиро В. В. Спектроскопия антиферромагнетиков с пониженной размерностью структуры, Известия АН СССР, т. 53, № 9, стр. 1795—1798 (1989).
73. Ерёменко В. В., Качур И. С., Пирятинская В. Г., Шапиро В. В. Low temperature exciton-magnon light absorption in 2-d AFM NH3(CH2)2NH3MnCl4, Physica, vol. B194-196, pр. 191—192 (1994).
Спектроскопия магнетиков (от ИК до СВЧ)
74. Ерёменко В. В., Науменко В. М. Длинноволновое и инфракрасное поглощение в антиферромагнитном CoWO4, Письма в ЖЭТФ, т. 7, № 11, стр. 416—419 (1968).
75. Ерёменко В. В., Науменко В. М., Звягин А. И., Кутько В. И., Масленников А. И., Низкочастотные возбуждения в антиферромагнитных вольфраматах, IEEE Transactions on Microwave Theory and Techniques, vol. MTT-22, December, 1974 (1974).
76. Науменко В. М., Ерёменко В. В., Масленников А. И., Коваленко А. В. Длинноволновый ИК спeктр CoCO3: высокочастотная мода антиферромагнитного резонанса (АФМР) и двухмагнонное поглощение, Письма в ЖЭТФ, т. 27, № 1, стр. 20-23 (1978).
77. Ерёменко В. В., Масленников А. И., Науменко В. М. Исследование антиферромагнитного резонанса и двухмагнонного в слабом ферромагнетике CaCO3, ЖЭТФ, т. 50, стр. 955 (1979).
78. Науменко В. М., Ерёменко В. В., Бандура В. М., Пишко В. В. Когерентная перестройка спектра спиновых волн антиферромагнитного фторида кобальта с малыми примесями, Письма в ЖЭТФ, т. 32, № 6, стр. 436—439 (1980).
79. Ерёменко В. В., Клочко А. В., Науменко В. М. Антиферромагнитный резонанс в промежуточном состоянии MnF2, Письма в ЖЭТФ, т. 35, № 11, стр. 479—481 (1982).
80. Ерёменко В. В., Науменко В. М., Петров С. В., Пишко В. В. Перестройка спектра магнитных возбуждений антиферромагнитного CoF2 с примесью MnF2 малой концентрации, ЖЭТФ, т. 82, № 3, стр. 813—826 (1982).
81. Ерёменко В. В., Науменко В. М., Пашкевич Ю. Г., Пишко В. В. Обнаружение обменных мод антиферромагнитного резонанса в CuCl2•2H2O, Письма в ЖЭТФ, т. 38, № 3, стр. 97-100 (1983).
82. Ерёменко В. В., Клочко А. В., Науменко В. М., Пишко В. В. АФМР в промежуточном состоянии CuCl2•2H2O, Письма в ЖЭТФ, т. 40, № 6, стр. 219—221 (1984).
83. Ерёменко В. В., Клочко А. В., Науменко В. М. Исследование промежуточного состояния в MnF2 с помощью антиферромагнитного резонанса и эффекта Фарадея, ЖЭТФ, т. 89, № 3(9), стр. 1002—1017 (1985).
84. Барьяхтар В. Г., Ерёменко В. В., Науменко В. М., Пашкевич Ю. Г., Пишко В. В., Соболев В. Л. Обменные моды в антиферромагнитном CuCl2•2H2O, ЖЭТФ, т. 88, № 4, стр. 1382—1394 (1985).
85. Ерёменко В. В., Криворучко В. Н., Лавриненко Н. М., Яблонский Д. А. Возбуждение переменным электрическим полем обменных магнитных колебаний в CsMnF3, Физика твердого тела, т. 30, № 12 (1988).
86. Ерёменко В. В., Звягин С. А., Пашкевич Ю. Г., Пишко В. В., Соболев В. Л., Федоров С. А. Exchange spin waves and their manifestation in two-magnon absorption and Raman scattering, Journal de Physique, Colloque C8, v. 49, pp. 913—914 (1988).
87. Ерёменко В. В., Звягин С. А., Пишко В. В., Цапенко В. В., Барило С.Н, Жигунов Д. И. Обнаружение магнитного резонанса в Pr2CuO4 и Nd2CuO4, Письма в ЖЭТФ, т. 52. № 6, стр. 955—956 (1990).
88. Барьяхтар В. Г., Ерёменко В. В., Звягин С. А., Пашкевич Ю. Г., Пишко В. В., Соболев В. Л., Шахов В. В. Ширина линии обменных мод магнитного резонанса в четырехподрешеточном ромбическом антиферромагнетике, ЖЭТФ, т. 100, № 6(12), стр. 1893—1909 (1991).
89. Orendac M., Orendacova A., Feher A., Chomic J., Zvyagin S.A., Eremenko V.V., Pishko V.V. On the magnetic properties of the low-dimensional magnet Cu(C2H8N2)2N(CN)4, Journal of Magnetism and Magnetic Materials, vol. 140—145, pp. 1645—1646 (1995).
Магнитооптика магнетиков и визуализация неоднородных магнитных структур
90. Харченко Н. Ф., Ерёменко В. В., Белый Л. И. Эффект Фарадея в феррите-гранате Y3Fe5O12, ЖЭТФ, т. 53, № 5(11), стр. 1505—1509 Клочко А. В., Науменко В. М., Антиферромагнитный резонанс в промежуточном состоянии MnF2, Письма в ЖЭТФ, т. 35, № 11, стр. 479—481 (1967).
91. Харченко Н. Ф., Ерёменко В. В., Белый Л. И. Эффект Фарадея и опрокидывание магнитных подрешеток ферритов-гранатов, ЖЭТФ, т. 55, № 2(8), стр. 419—425 (1968)
92. Харченко Н. Ф., Ерёменко В. В., Тутакина О. П. Магнитное двулучепреломление и доменная структура антиферромагнитного карбоната кобальта, ЖЭТФ, т. 64, № 4, стр. 1326—1335 (1973).
93. Харченко Н. Ф., Ерёменко В. В., Гнатченко С. Л. Визуальное наблюдение сосуществующих фаз при магнитном фазовом переходе в неколлинеарном GdIG, Письма в ЖЭТФ, т. 20, № 9, стр. 612—617 (1974).
94. Харченко Н. Ф., Ерёменко В. В., Гнатченко С. Л., Белый Л. И., Кабанова Э. М. Магнитооптическое исследование неколлинеарных магнитных структур гадолиниевого феррита-граната, ЖЭТФ, т. 68, № 3, стр. 1073—1090 (1975).
95. Харченко Н. Ф., Ерёменко В. В., Гнатченко С. Л., Исследование ориентационных переходов и сосуществование магнитных фаз в кубическом ферримагнетике, ЖЭТФ, т. 69, № 5(11), стр. 1697—1709 (1975).
96. Харченко Н. Ф., Шимчак Г., Ерёменко В. В., Гнатченко С. Л., Шимчак Р. Магнитное промежуточное состояние в диспрозиевом ортоферрите, Письма в ЖЭТФ, т. 25, № 5, стр. 258—262 (1977).
97. Харченко Н. Ф., Ерёменко В. В., Тутакина О. П. Билинейное по ферро- и антиферромагнитному векторам двулучепреломление света в карбонате кобальта, Письма в ЖЭТФ, т. 27, № 7, стр. 466—470 (1978).
98. Харченко Н. Ф., Ерёменко В. В., Белый Л. И. Индуцированное продольным магнитным полем понижение класса антиферромагнитного кристалла, Письма в ЖЭТФ, т. 28, № 6, стр. 351—355 (1978).
99. Харченко Н. Ф., Ерёменко В. В., Белый Л. И. Визуальное наблюдение 180-градусных антиферромагнитных доменов, Письма в ЖЭТФ, т. 29, № 7, стр. 432—435 (1979).
100. Ерёменко В. В., Харченко Н. Ф., Белый Л. И. Visualization of the 180-degree antiferromagnetic domains by means of new magnetooptical effect, Journal of Applied Physics, vol. 50, №B11, pp.7751-7753 (1979).
101. Ерёменко В. В., Харченко Н. Ф., Белый Л. И., Тутакина О. П. Birefringence of the antiferromagnetic crystals linear in a magnetic field, Journal of Magnetism and Magnetic Materials, vol. 15-18, pp. 791—792 (1980).
102. Ерёменко В. В., Харченко Н. Ф., Белый Л. И. Inducing of canted structure in tetragonal antiferromanets with rhombic anisotropy by a longitudinal magnetic field, Physica, vol. 108B, pp. 1073—1074 (1981).
103. Харченко Н. Ф., Ерёменко В. В., Белый Л. И. Магнитооптические исследования индуцированного продольным магнитным полем неколлинеарного состояния антиферромагнитного фторида кобальта, ЖЭТФ, т. 82, № 3, стр. 827—843 (1982).
104. Ерёменко В. В., Харченко Н. Ф., Белый Л. И., Guillot M., Feldman P., Marchand A. Indirect detection of cooling of antiferromagnetic iron carbonate by adiabatic magnetization, J. Phys. C: Solid State Phys., vol. С15, pp. 4379-4383 (1982).
105. Харченко Н. Ф., Бибик А. В., Ерёменко В. В. Квадратичное магнитое вращение плоскости поляризации света в антиферромагнетике СоF2, Письма в ЖЭТФ, т. 42, № 11, стр. 447—449 (1985).
106. Ерёменко В. В., Харченко Н. Ф., Белый Л. И., Гийо М., Маршан А., Фельдман П. Магнитная фазовая диаграмма FeCO3 изинговского антиферромагнетика с антиферромагнитными между- и внутриподрешеточными обменными связями, ЖЭТФ, т. 89, № 5(11), стр. 1712—1733 (1985).
107. Харченко Н. Ф., Бибик А. В., Ерёменко В. В. Квадратичное магнитное вращение плоскости поляризации света в антиферромагнитном СоF2, Письма в ЖЭТФ, т. 42, № 11, стр. 447—449 (1985).
108. Гнатченко С. Л., Ерёменко В. В., Софронеев С. В., Харченко Н. Ф., Девин М., Фельдман П., Ле Галь А. Спонтанные фазовые переходы и оптическая анизотропия в марганец-германиевом гранате, Са3Mn2Ge3O12, ЖЭТФ, т. 90, № 1, стр.179-191 (1986).
109. Еременко В. В., Харченко Н. Ф., Гнатченко С. Л., Мильнер А. А., Софронеев С. В., Le Gall H., Desvignes J.M., Feldman P. Magnetooptical determination of the MnGeG magnetic point group, Journal of Magnetism and Magnetic Materials, vol. 54-57, pp. 1397—1398 (1986).
110. Eremenko V.V., Gnatchenko S.L., Kharchenko N.F., Lebedev P.P., Piotrovski K., Szymczak H., Szymczak R. New magnetic phase transitions in DyFeO3, Europhysics Letters, vol. 11, pp.1327-1331 (1987).
111. Ерёменко В. В., Харченко Н. Ф., Софронеев С. В., Гнатченко С. Л., Le Gall H., Desvignes J.M. Magneto-optical visualization of crystal twins in tetragonal antiferromagnet Ca3Mn2Ge3O12, Journal de Physique, Collque C8, vol. 49, pp. 967—968 (1988).
112. Ерёменко В. В., Гнатченко С. Л., Харченко Н. Ф., Лебедев П. П., Piotrowski K., Szymczak H., Szymczak R. Magnetic field induced first-order transitions in dysprosium orthoferrite, Journal de Physique, Collque C8, vol. 49, pp. 919—920 (1988).
113. Еременко В., Жефруа О., Новосад В., Пантье Б., Пишко В., Суш И. Дифракционное усиление магнитооптического эффекта Керра, Письма в ЖЭТФ, т. 66, № 7, стр. 466—469 (1997).
Фотоиндуцированные эффекты в магнетиках
114. Ерёменко В. В., Канер Н. Э., Литвиненко Ю. Г., Шапиро В. В. Spin-flopping in MnF2 in a tilted magnetic field: spin-noncollinearity of photoexcited and ground-state Mn2+ ions, Solid State Communications, vol. 45, № 11, pр. 975—976 (1983).
115. Ерёменко В. В., Канер Н. Э., Литвиненко Ю. Г., Шапиро В. В. Фотоиндуцированная одноионная анизотропия в антиферромагнитном MnF2, ЖЭТФ, т. 84, № 6, стр. 2251—2260 (1983).
116. Гнатченко С. Л., Еременко В. В., Софронеев С. В., Харченко Н. Ф. Фотоиндуцированное линейное двулучепреломление в кристалле с кооперативным упорядочением ян-теллеровских искажений, Письма в ЖЭТФ, т. 38, № 4, стр. 198—203 (1983).
117. Гнатченко С. Л., Бедарев В. А., Ерёменко В. В., Гапон В. И., Качур И. С., Космына М. Б., Назаренко Б. П., Пирятинская В. Г., Пузиков В. М. Long-lived changes of absorption coefficient and refractive index in the garnet NaCa2Mn2V3O12 under illumination, in: Optics and Photonics (OSA TOPS), vol. 27, pр. 123—126 (1999).
Структурные исследования (гамма-резонанс, электронография, рентгеновская и электронная дифракция)
118. Ерёменко В. В., Канер Н. Э., Чечерский В. Д. Влияние магнитного упорядочения на фононные спектры соединений с гигантской магнитострикцией, ЖЭТФ, т. 94, № 10, стр. 241—249 (1988).
119. Коваленко С. И., Солнышкин Д. Д., Верховцева Э. Т., Ерёменко В. В. Experimental detection of stacking faults in rare-gas clusters, Chemical Physics Letters, vol. 250, pр. 309—312 (1996).
120. Коваленко С. И., Солнышкин Д. Д., Бондаренко Е. А., Верховцева Э. Т., Ерёменко В. В. Electron diffraction study on the rise of crystal phase in rare-gas and nitrogen clusters, Journal of Crystal Growth, vol. 191, рp. 553—557 (1998).
Обзорные статьи
121. Ерёменко В. В., Беляева А. И. Поглощение света в антиферромагнитных диэлектриках, Успехи физических наук, т. 98, № 1, стр. 27-70 (1969).
122. Ерёменко В. В., Петров Э. Г. Light absorption in antiferromagnets, Advances in Physics, v. 26, № 1, pр. 31-78 (1977).
123. Еременко В. В., Харченко Н. Ф. Field-induced spin-orientantional phase transitions in neel ferrimagnets 1, Phase Transitions, vol. 1, № 1, pр. 61-98 (1979).
124. Еременко В. В., Харченко Н. Ф. Field-induced spin-orientantional phase transitions in neelferrimagnets 2, Phase Transitions, vol. 2, № 3, pр. 207—268 (1980).
125. Ерёменко В. В., Харченко Н. Ф. The linear magneto-optic effect in magnetically ordered crystals, Soviet Scientific Reviews A5, pр. 1-97 (1984).
126. Ерёменко В. В., Литвиненко Ю. Г., Матюшкин Э. В. Optical magnetic excitations, Physics Reports, vol. 132, № 2, рp. 56-128 (1986).
127. Еременко В. В., Харченко Н. Ф. Magneto-optics of antiferromagnets, Physics Reports, vol. 155, № 6, pр. 379—401 (1987).
128. Ерёменко В. В., Литвиненко Ю. Г., Матюшкин Э. В. Optical magnetic excitations, in: Spin Waves and Magnetic Excitations 1, Borovik-Romanov A.S. and Sinha S.K. (eds.), Elsevier Science Publishers B.V., pр. 176—231 (1988).
129. Ерёменко В. В., Науменко В. М. Magnetic Impuritons in antferromagnetic dielectric crystals, in book: Spin Waves and Magnetic Excitations 2, Borovik-Romanov A.S. and Sinha S.K. (eds.), Elsevier Scientific Publishers B.V., pр. 259—331 (1988).
130. Ерёменко В. В., Огурцова Л. А. Stimulated emission and relaxation processes in molecular crystals, Physics Reports, vol. 166, № 6, pр. 353—396 (1988).
131. Ерёменко В. В., Харченко Н. Ф. Магнитооптика пьезомагнитных антиферромагнетиков, в книге: Магнитные свойства кристаллических и аморфных сред, Игнатченко В. А. (ред.), Наука, Новосибирск, стр. 87-108 (1989).
132. Ерёменко В. В., Шапиро В. В. Оптическая спектроскопия антиферромагнетиков с различной размерностью структур, Физика низких температур, т. 16, № 12, стр. 1499—1517 (1990).
133. Ерёменко В. В., Сиренко В. А. Магнитострикция сверхпроводников, Физика низких температур, т. 25, № 4, стр. 311—332 (1999).
Книги
134. Боровик Е. С., Ерёменко В. В., Мильнер А. С. Лекции по магнетизму, Изд-во Харьковского университета, Харьков. (1972) (1972).
135. Еременко В. В. Введение в оптическую спектроскопию магнетиков, Наукова Думка, Киев. (1975) (1975).
136. Харченко Н. Ф., Ерёменко В. В., Литвиненко Ю. Г., Науменко В. М. Магнитооптика и спектроскопия антиферромагнетиков, Наукова Думка, Киев. (1989) (1989).
137. Харченко Н. Ф., Ерёменко В. В., Литвиненко Ю. Г., Науменко В. М. Magneto-Optics and Spectroscopy of Antiferromagnets, Springer-Verlag, New York. (1992) (1992).

### Публикации в XXI веке
Спектроскопия молекулярных кристаллов (органика, твердый кислород)
1. Карачевцев В. А., Гламазда А. Ю., Dettlaff-Weglikowska U., Курносов В. С., Образцова Е. Д., Песчанский А. В., Ерёменко В. В., Roth S. Raman spectroscopy of HiPCO single-walled carbon nanotubes at 300 and 5 K, Carbon, vol. 41, 1567—1574 (2003).
2. Стржемечный М. А., Авдеенко А. А., Ерёменко В. В., Пышкин О. С., Буравцева Л. М. Observation of triplet excimer emission in 2-bromobenzophenone, Chemical Physics Letters, vol. 431, pp. 300—302 (2006).
Магнитные фазовые переходы. Намагниченность и магнитострикция
3. Ерёменко В. В., Безносов А. Б., Фертман Е. Л., Паль-Валь П. П., Popov V.P. The order to — order magnetic phase transitions in concentrated alloys Gd-Y: the curious irreversibility, Advances in Cryogenic Engineering, vol. 46, pp. 413—420 (2000).
4. Троянчук И. О., Хомченко В. А., Чобот Г. М., Курбаков А. И., Васильев А.Н, Ерёменко В. В., Сиренко В. А., Шведун М. Ю., Шимчак Г., Шимчак Р. Spin-reorientational transitions in low-doped Nd1-xCaxMnO3 man¬ganites: the evidence of an inhomogeneous magnetic state, J. Phys.: Condens. Mater, т. 15, стр. 8865-8880 (2003).
Люминесценция и рассеяние света в антиферромагнетиках
5. Пашкевич Ю. Г., Блинкин В. А., Гнездилов В. П., Цапенко В. В., Ерёменко В. В., Lemmens P., Fisher M., Grove M., Guntherodt G., Degiorgi L., Wachter P., Tranquada J.M., Buttrey D.J. Stripe conductivity in La1.175Sr0.225NiO4, Phys. Rev. Lett., vol. 84, № 17, pp. 3919-3922 (2000).
6. Пашкевич Ю. Г., Блинкин В. А., Гнездилов В. П., Курносов В. С., Цапенко В. В., Ерёменко В. В., Lemmens P., Fisher M., Grove M., Guntherodt G., Degiorgi L., Wachter P., Tranquada J.M., Buttrey D.J. Optical studies of the incommensurate charge ordered phase in La1.775Sr0.225NiO4, Physica, vol. B284-288, pр. 1473—1474 (2000).
7. Пашкевич Ю. Г., Блинкин В. А., Гнездилов В. П., Курносов В. С., Цапенко В. В., Ерёменко В. В., Lemmens P., Fisher M., Grove M., Guntherodt G., Degiorgi L., Wachter P., Tranquada J.M., Buttrey D.J. Optical studies of the incommensurate charge ordered phase in La1.775Sr0.225NiO4, Physica B, vol. 284—288, pp. 1473—1474 (2000).
8. Ерёменко В. В., Карачевцев В. А., Качур И. С., Недбайло Н. Ю., Пирятинская В. Г., Славин В. В., Шапиро В. В. Absorption and luminescence of CsMnCl3•2H2O crystals doped with Cu2+, Journal of Luminescence, vol. 92, pр. 35-42 (2001).
Фотоиндуцированные эффекты в магнетиках
9. Ерёменко В. В., Гнатченко С. Л., Качур И. С., Пирятинская В. Г., Ратнер А. М., Шапиро В. В. Photoproduction and relaxation of long-lived active charges in Ca3Mn2Ge3O12 garnet revealed through optical absorption, Physical Review, vol. B61, № 16, pр. 10670-10676 (2000).
10. Еременко В. В., Гнатченко С. Л., Качур И. С., Пирятинская В. Г., Космына М. Б., Назаренко Б. П., Пузиков В. М. Photoinduced optical absorption in Ca3Ga2Ge3O12Mn garnet, Applied Physics Letters, vol. 79, № 6, pр. 734—736 (2001).
11. Еременко В. В., Гнатченко С. Л., Бедарев В. А., Baran M., Szymczak R., Szymczak H. Effect of light illumination on magnetic phase transitions in manganese oxides, Mater. Sci. Forum, vol. 373—376, pp. 51-56 (2001).
12. Ерёменко В. В., Гнатченко С. Л., Качур И. С., Пирятинская В. Г., Ратнер А. М., Космына М. Б., Назаренко Б. П., Пузиков В. М.Anomalous manifestation of long-lived photoinduced dichroismin NaCa2Mn2V3O12 garnet, Physical Review, vol. B69, pp. 233102-233102 (2004).
Структурные исследования (гамма-резонанс, электронография, рентгеновская и электронная дифракция)
13. Бенгус В. З., Безносов А. Б., Десненко В., Еременко В. В., Фертман Е. Л., Табачникова Е. Anomalies of mechanical and physical properties of FeB eutectic metallic glasses and their connection with the peculiarities of nanoclusterous structure, Mater. Sci. Forum, vol. 343—346, pp. 43-48 (2000).
14. Бенгус В. З., Безносов А. Б., Десненко В. А., Ерёменко В. В., Фертман Е. Л., Табачникова Е. Д. Anomalies of mechanical and physical properties of the Fe3B17 eutectic metallic glass and their connection with the peculiarities of nanoclusterous structure, Journal of Metastable and Nanocrystalline Materials, vol. 8, pp. 43-48 (2000).
Обзорные статьи
15. Ерёменко В. В., Сиренко В. А. Magnetostriction and spin-flopping of uniaxially compressed antiferromagnets, in: Modern Trends in Magnetostriction Study and Application, Gibbs M.R.J. (ed.), Kluwer Academic Publishers, Netherland, pр. 223—248 (2000).
Книги
16. Fiebig M., Eremenko V., and Chupis I.E. (eds.), Magnetoelectric Interaction Phenomena in Crystals, Kluwer Publishers (2004).
17. Ерёменко В. В., Сиренко В. А. Магнитные и магнитоупругие свойства сверхпроводников и антиферромагнетиков, Наукова Думка, Киев (2004).
18. Боровик Е. С., Ерёменко В. В., Мильнер А. С. Лекции по магнетизму, Изд-во Физико-математической литературы, Москва (2005).
19. Franse J., Eremenko V., and Sirenko V.A. (eds.), Smart Materials for Ranging Systems, NATO Science Series2, Mathematics, Physics&Chemistry (2005).
20. Ерёменко В. В., Сиренко В. А. Magnetic and Magnetoelastic Properties of Antiferromagnets and Superconductors, Cambridge Scientific Publishers, Great Britain, Cambridge (2008).